# چیاپس
چیاپس (به انگلیسی: CHEOPS)، برگرفته از (CHaracterising ExOPlanets Satellite)، ماهوارهٔ (توصیف‌گر سیاره‌های فراخورشیدی) یک تلسکوپ فضایی اروپایی برای تعیین اندازهٔ سیاره‌های فراخورشیدیِ تا کنون شناخته‌شده است که امکان تخمین جرم، چگالی، ترکیب و تشکیل آن‌ها را فراهم می‌آورد. این اولین مأموریت کوچک در برنامه علمی چشم‌انداز کیهانی آژانس فضایی اروپا است که اجرای آن در تاریخ ۱۸ دسامبر ۲۰۱۹ آغاز شد.
این ماهوارهٔ کوچک دارای یک تلسکوپ نوری «Ritchey-Chrétien» با دیافراگم ۳۰ سانتی‌متر، نصب شده بر روی یک سکوی استاندارد ماهواره‌ای کوچک است. این ماهواره در یک مدار خورشیدآهنگ در ارتفاع حدود ۷۰۰ کیلومتری (۴۳۰ مایل) قرار دارد.

## مرور علمی
هزاران سیارهٔ فراخورشیدی تا پایان دههٔ ۲۰۱۰ کشف شده است؛ برخی از آن‌ها کمترین جرم را در روش اندازه‌گیری سرعت شعاعی طیف‌سنجی داپلر دارند، در حالی که برخی دیگر که با روش انتقال ستاره‌های مادرشان دیده می‌شوند، اندازه‌گیری‌هایی از اندازهٔ جرمی آن‌ها در دست است. تا کنون در مورد تعداد معدودی از سیاره‌های فراخورشیدی آگاهی‌های بسیار دقیقی برای جرم و شعاع آن‌ها وجود دارد، و این امکان مطالعهٔ انواع چگالی توده را محدود می‌کند. این آگاهی‌ها می‌تواند سرنخ‌هایی راجع به مواد ساخته شده و تاریخ شکل‌گیری آن‌ها فراهم کند. برای مدت زمان مأموریت برنامه‌ریزی شده ۳٫۵ سال، چیاپس اندازه‌گیری سیاره‌های فراخورشیدی در حال گذر شناخته شده را در مدار ستارگان روشن و در اطراف آنها و همچنین جستجو برای گذر سیاره‌های فراخورشیدی که قبلاً با سرعت شعاعی کشف شده‌اند را انجام خواهد داد. دانشمندان پیگیر برنامه‌های این پروژه انتظار دارند که این سیاره‌های فراخورشیدی با ویژگی‌های مشخص، اهداف اصلی رصدهای آیندهٔ رصدخانه‌هایی مانند تلسکوپ فضایی جیمز وب یا تلسکوپ بسیار بزرگ باشند.

## پیشینه
این پروژه نتیجهٔ یک همکاری بین آژانس فضایی اروپا (ESA) و دفتر فضایی سوئیس (SSO) است. پروژهٔ چیاپس در اکتبر ۲۰۱۲ از بین ۲۶ پیشنهاد به عنوان نخستین مأموریت فضایی کلاس S ("کوچک") در برنامهٔ چشم‌انداز کیهانی ۲۰۱۵-۲۰۲۵ انتخاب شد. معمار این مأموریت و مسئول راه‌اندازی و پرتاب فضاپیما (ESA) است. این پروژه توسط مرکز فضایی و سکونت پذیری در دانشگاه برن سوئیس با همکاری سایر دانشگاه‌های سوئیس و اروپا هدایت می‌شود. محقق اصلی ابزار علمی ویلی بنز از دانشگاه برن است و دانشمند اصلی ESA کیت ایزاک است. پس از یک دوره رقابت، سازمان دفاعی و فضایی ایرباس دیفنس اند اسپیس در اسپانیا به عنوان سازنده فضاپیما انتخاب شد.·· هزینهٔ این مأموریت تا ۵۰ میلیون یورو محدود شده است. گروه (Media Lario S.r.l.) (ایتالیا) مسئول اتمام امور نوری عنصر نوری اولیه بود.